# 記念貨幣
記念貨幣（きねんかへい）とは、世界各国で国家的な出来事を記念して発行される貨幣であるが、特に出来事を記念しなくても、シリーズ貨幣として文化遺産や野生動物等を主題とするものもある。多くが硬貨だが、紙幣で発行される場合もある。記念通貨（きねんつうか）ともいい、特に硬貨の場合は記念硬貨、記念コイン、紙幣の場合は記念紙幣ともいう。日本のものは日本の記念硬貨を参照。

## 歴史
記念貨幣を最初に発行した国家はローマ帝国である。ローマ帝国では戦勝記念の貨幣を度々発行しており、従属することになった被征服者を象徴的に表すことでローマの権威を誇示するプロパガンダの目的があった。また貨幣には多くの場合皇帝や国王の肖像が刻まれていたが、新しく即位した君主を記念する貨幣が発行されることがあり、それは近世になると多くなった。すなわち新しい君主の肖像を宣伝する意味もあった。
貨幣には通常の流通を目的とする通常貨幣とよばれるものがあるが、近年ではアメリカ合衆国の50州25セント硬貨のように通常貨幣とは異なるデザインの硬貨を通常貨幣と同様に流通させる場合もあり、これも記念貨幣とされる。またイギリスの5ポンド硬貨やユーロ圏諸国の2ユーロ記念硬貨のように、毎年記念貨幣として発行される額面がある。なお5ポンドは通常貨幣は紙幣であり、硬貨は記念貨幣のみである。
第二次世界大戦頃までの高額硬貨は、本位貨幣として金貨や銀貨など、貴金属で作られることが多く、そのため多くの記念貨幣も貴金属で作られていた。しかし世界恐慌後に世界各国で金本位制が停止したため、通常貨幣として金貨が発行されることは、ほとんどなくなり、第二次世界大戦後は記念貨幣も廉価な銅貨や白銅貨で製作されることが多くなった。更に1970年以降は銀の工業需要増大による価格が上昇したため、銀貨を通常貨幣として流通させる国も無くなった。このため現在では、記念貨幣のみが貴金属で発行される状況となった。貴金属の素材は金、銀が中心だが、プラチナやパラジウムなどが使用されたものも存在する。
記念貨幣も法貨であるので原則的に通用額面が表記されているが、収集型金貨のように、額面よりもはるかに高額な素材を使用し、また額面よりも高く販売される場合もある。また地金型金貨においても、額面で取引されるのではなく、実際には地金に製造費を上乗せした価格で販売されている。中には、毎年デザインを変えて発行されるもの（アメリカ合衆国のウォーキングリバティなど）もあり、これらも記念貨幣の一種と見なされる。

## 発行理由
ヨーロッパの王国では、王室の慶事で記念貨幣が発行されることが多い。国王の即位および戴冠式、国王や皇太子の婚儀、国王夫妻の銀婚式や金婚式、国王の長期間の統治などが主な事由である。
世界で最初にオリンピック開催を記念した銀貨を発行したのはフィンランドのヘルシンキ大会であった。額面は500マルッカで1951年と1952年の年号銘があり、直径32ミリメートルで重量が12グラムであったが、銀比率が.500の低品位銀貨であった。1964年には日本で東京オリンピックの記念銀貨が発行され、人気が高まり発行による収益を大会運営費に当てるに至った。この成功をきっかけにその後1968年のメキシコオリンピックでも記念銀貨を多量に発行し、以降オリンピック大会開催毎に記念貨幣を発行し、その収益を大会運営費に当てることが定着した。
アメリカ合衆国では、1ドルと50セントの記念銀貨、5ドルや10ドルの記念金貨などを多く発行している。1976年の建国200年記念では通常貨のデザインを変更した1ドル、50セント、25セントの記念貨幣を発行したほか、偉人の生誕周年記念などの貨幣が見られる。なおアメリカの記念金貨は収集型金貨であり、たとえば5ドル金貨（重量8.39グラム、品位.900）は、一般への売り出し価格は200ドルであり、法定通貨としての額面よりも多額のプレミア価格が付けられている。
一般的にオリンピックやサッカーのワールドカップ、万国博覧会では開催国から記念貨幣が発行されることが通例となっているが、開催国以外の、場合によってはそのイベントに参加しない国までがコレクター目当てで便乗してこれらのイベントの記念貨幣を発行する場合もあり、記念切手もしくは特殊切手と同じような現象も生じている。また自国にはいない野生生物や外国の世界遺産を紹介するとして記念貨幣を発行されることも珍しいことではない。
このように現在の記念貨幣の概念は、慶事を祝うというもの以外に、シリーズでテーマを決めた硬貨を発行するなど、いささか記念という概念を逸脱するものが増えてきている。
近年では、従来の円形もしくは穴が開いている記念貨幣に加え、デザインの鉄道トンネルに穴が開いていたり、変形（国土の地図や楽器の形など）の記念貨幣も存在し、またカラーコイン（またはグラフィックコイン）と呼ばれる着色されたデザインを持つものがある。これは貨幣の表面に下地を塗りつけてオフセット印刷で色をつけて加工したものである。近年日本で発行されている1000円記念銀貨が該当する。さらには硬貨に宝石を埋め込んだもの、金属ではなくクリスタル製の硬貨なども出現した。これらは単なる装飾品に酷似しているが、法定通貨であるところが、メダルとは異なる。
国の大小を問わず、記念金貨を外貨獲得の手段のひとつとして用いられる場合も少なくない。日本でもオリンピック東京大会の1000円銀貨では1枚あたりの製造コストが約400円であり、オリンピック開催の資金源のひとつとなった（21世紀の現在も、古銭店では最低2.5倍、保存状態のいい物であれば4倍のプレミアムが上乗せされている）。また昭和天皇御在位60年記念10万円金貨では、製造コストが約4万円であり、実質発行枚数が約910万枚（発行額約9100億円）であったため、数千億円が国庫に入った。現在ではクック諸島やツバルといった国では、日本市場向けに日本のアニメーションのキャラクターをかたどった記念貨幣を発行しているほか、1989年にはリベリアから「各国元首記念シリーズ」のひとつとして昭和天皇の肖像入り記念貨幣（250ドル金貨、20ドル金貨、10ドル銀貨）を、2000年にはソマリアから「ミレニアムを象徴する人物シリーズ」のひとつとして昭和天皇の肖像入り記念貨幣（250シリング銀貨、25シリング白銅貨）を発行したことがある（参考）。

## 記念紙幣
記念紙幣(記念銘の文字や絵を加刷したもの、美しいデザインのもの)を発行している国もある。世界で最初に記念紙幣を発行したのは1968年のスウェーデン国立銀行開業300周年を記念した10クローネ紙幣である。
中華人民共和国で1999年に建国50周年記念50元紙幣、2000年にミレミアム記念100元ポリマー紙幣、2008年にオリンピック10元記念紙幣が発行されている。タイ王国では国王即位60周年記念60バーツ紙幣など王室慶事を祝した記念紙幣が発行されている。なお、タイでは2000年に国王夫妻金婚記念として50バーツ記念紙幣のほか、1998枚のみ限定発行された、超高額の50万バーツ（日本円で約140万円）記念紙幣が存在する。樹脂製のポリマー紙幣も世界で最初に発行されたのは1989年のオーストラリア200周年記念10ドル紙幣である。
日本では未だ記念紙幣は発行されていない。なおD券二千円紙幣は西暦2000年（いわゆるミレニアム）、及び沖縄サミットを契機に発行されたという経緯があり、世界の紙幣カタログなどには記念紙幣として扱われている場合もあるが、法律上は普通の日本銀行券である。
同様に、アメリカ合衆国の2ドル紙幣は建国200年記念紙幣とされているが、これは1976年の独立記念を機に紙幣裏側のデザインが独立宣言調印の場面に改訂されたためである。実際には日本の二千円紙幣と同様普通紙幣とみなされている。2ドル紙幣は2ドル紙幣の通称の Double がデビル Devil（悪魔）の発音に近いため、アメリカでは昔から縁起が悪いとされ、需要がないため流通量は少なく、2ドル紙幣が新規に印刷されたのは1995年と2003年のみ。
EUでは記念紙幣として額面0のユーロ紙幣が発行されている。地元出身の著名人や世界遺産など通常の紙幣にはない絵柄が採用されている。
1990年代にベリーズやドミニカ国などのカリブ海の国の一部は、超軽薄の金箔素材をエンボス（浮き出し）加工して、紙に貼り付けた記念紙幣も発行した。これを集める収集家もいる。

## 各国の主な記念貨幣

### 日本
- 東京オリンピック記念貨幣 (1964)
- 天皇陛下御在位六十年記念硬貨 (1986–1987)
- 南極地域観測50周年記念500円硬貨 (2007)
- 地方自治法施行60周年記念貨幣 (2008–2016)
- 新幹線鉄道開業50周年記念貨幣 (2014–2016)
- 2020年東京オリンピック・パラリンピック競技大会記念貨幣 (2016・2018–2020)

### アメリカ合衆国
- 50州25セント硬貨 (1999–2008)
- 大統領1ドル硬貨 (2007–2016)

### ユーロ圏
- 2ユーロ記念硬貨 (2004–)

### カナダ
- ビッグ・メープル・リーフ (2007)[5]